# Joaquim Esteve i Subietlos
Joaquim Esteve i Subietlos (Barcelona, Barcelonès, 1743 – 1805) va ser un lexicògraf, poeta i erudit català.
Va ser eclesiàstic, beneficiat de la parròquia de Sant Miquel, escriptor i gramàtic. Fill de l'arquitecte Jaume Esteve i Sunyol, va estudiar a Barcelona i es va doctorar a la universitat de Salamanca i va ser catedràtic de gramàtica castellana i després de retòrica al seminari tridentí de Barcelona. Va ser membre de l'Acadèmia de Ciències i Arts de Barcelona (1786–1790) i de la de Bones Lletres (1787), on llegí composicions poètiques i dissertacions històriques en castellà. El 1803–1805 va editar, a partir dels materials lliurats pel bisbe Fèlix Amat i en col·laboració amb Josep Bellvitges i Antoni Joglar i Font, el Diccionario catalán-castellano-latino.